# Bárbara Elorrieta
Bárbara Elorrieta (* 5. Mai 1978 in Madrid) ist eine spanische Schauspielerin. Ihr Großvater José María Elorrieta und ihr Vater Javier Elorrieta sind Filmregisseure.

## Filmografie
- 2002: Welcome 2 Ibiza
- 2003: Teresa Teresa
- 2003: Pakt der Hexen (Pacto de brujas)
- 2003: Beyond Re-Animator
- 2004: Rottweiler
- 2006: Rojo intenso

### Kurzfilme
- 1999: La Cartera
- 1999: Drama
- 1999: El apagón
- 1999: Es fácil
- 1999: Un beso de mentira
- 2000: La muerte de Sardanápalo
- 2000: Enrique y Ana
- 2000: El Cinéfilo
- 2002: La Araña negra
- 2002: Tiempos mejores

## Fernsehen

### Fernsehproduzent
- 2008–2009: Intereconomía Televisión

### Als Schauspielerin
- 1998: La casa de los líos
- 2000–2003: en Paraíso
- 2002: Cuéntame cómo pasó
- 2002–2003: 20 tantos
- 2004: Diez en Ibiza
- 2005/2006: Negocis de família